# Hunter Mahan
Hunter Myles Mahan (* 17. Mai 1982 in Orange, Kalifornien) ist ein US-amerikanischer Profigolfer der PGA Tour.

## Werdegang
Nach einer erfolgreichen Amateurkarriere wurde Mahan im Jahr 2003 Berufsgolfer und qualifizierte sich ab 2004 für die PGA Tour. Seinen ersten Turniersieg feierte er 2007, was ihm den Einzug unter die Top 100 der Golfweltrangliste bescherte. Nach weiteren Erfolgen, insbesondere dem Gewinn der WGC-Accenture Match Play Championship im Februar 2012 stieß Mahan vorübergehend bis auf Rang vier der Weltrangliste vor.
Er spielte bislang dreimal im Presidents Cup und zweimal im Ryder Cup in der US-amerikanischen Auswahl.
In der Komödie Happy Gilmore 2 von 2025 spielt er sich selbst.

## PGA-Tour-Siege
- 2007 Travelers Championship
- 2010 Waste Management Phoenix Open, WGC-Bridgestone Invitational
- 2012 WGC-Accenture Match Play Championship, Shell Houston Open
- 2014 The Barclays

## Andere Turniersiege
- 2008 Kiwi Challenge
- 2010 Notah Begay III Foundation Challenge (mit Cristie Kerr)
- 2011 Notah Begay III Foundation Challenge (mit Cristie Kerr)

## Teilnahmen an Mannschaftsbewerben für die U.S.A.
Amateur
- Eisenhower Trophy: 2002 (Sieger)

Professional
- Presidents Cup: 2007 (Sieger), 2009 (Sieger), 2011 (Sieger), 2013 (Sieger)
- Ryder Cup: 2008 (Sieger), 2010

## Resultate bei Major Championships
| Turnier           | 2003 | 2004 | 2005 | 2006 | 2007 | 2008 | 2009 | 2010 | 2011 | 2012 | 2013 | 2014 | 2015 | 2016 |
| ----------------- | ---- | ---- | ---- | ---- | ---- | ---- | ---- | ---- | ---- | ---- | ---- | ---- | ---- | ---- |
| Masters           | T28  | DNP  | DNP  | DNP  | DNP  | CUT  | T10  | T8   | CUT  | T12  | CUT  | T26  | T9   | 54   |
| US Open           | CUT  | DNP  | DNP  | DNP  | T13  | T18  | T6   | CUT  | CUT  | T38  | T4   | CUT  | CUT  |      |
| Open Championship | DNP  | T36  | DNP  | T26  | T6   | CUT  | CUT  | T37  | CUT  | T19  | T9   | T32  | T49  |      |
| PGA Championship  | DNP  | DNP  | DNP  | CUT  | T18  | CUT  | T16  | T39  | T19  | CUT  | T57  | T7   | T43  |      |

DNP = nicht teilgenommen

CUT = Cut nicht geschafft

„T“ geteilte Platzierung

Grüner Hintergrund für Siege

Gelber Hintergrund für Top 10